# 知っとく!なっ得!
『知っとく!なっ得!』（しっとく!なっとく!）は、テレビ朝日（関東ローカル）で、2011年1月9日から2013年3月31日まで毎週日曜日17:55  - 18:00（JST）に放送されていた教養番組。朝日新聞（朝日新聞社）の一社提供。

## 出演者
教師（なっ得先生）
- 雑司ヶ谷賢治 - カンニング竹山

夢見ヶ丘小学校4年2組担任。通称ゾンジー。趣味は新聞を読むこと。生徒たちから質問されると「聞く子は育つ」と言って答えてくれる。
生徒（知っとく少女隊）
夢見ヶ丘小学校4年2組の女の子たち。
- 広井のぞみ - 河村満里愛

スポーツと新しいものが好き。英語を勉強中。
- 山村アヤカ - 鷲見紀香

「しっかりおばさん」を目指している。節約やリサイクルが好き。
- 早坂萌 - 松浦愛弓

毎日いろんなものを不思議に思い、なぜかと考えてしまう子。